# Mercedes Cup 1998
Il Mercedes Cup 1998 è stato un torneo di tennis giocato sulla terra rossa. È stata la 21ª edizione del Mercedes Cup, che fa parte della categoria International Series Gold nell'ambito dell'ATP Tour 1998. Si è giocato a Stoccarda in Germania, dal 20 al 26 luglio 1998.

## Campioni

### Singolare
Gustavo Kuerten ha battuto in finale  Karol Kučera con il punteggio di 4–6, 6–2, 6–4

### Doppio
Olivier Delaître /  Fabrice Santoro hanno battuto in finale  Joshua Eagle /  Jim Grabb con il punteggio di 6–1, 3–6, 6–3